# 托尔多基-亚尼山
托爾多基-亞尼山是俄羅斯的高山，位於濱海邊疆區以北的哈巴羅夫斯克邊疆區東南部，海拔高度2,077米，是錫霍特山脈的最高山峰，也是阿紐伊河的發源地。